# Virginia Beach
Virginia Beach város Virginia államban, az Amerikai Egyesült Államok keleti partján.

## Éghajlata
| Hónap                         | Jan. | Feb. | Már. | Ápr. | Máj. | Jún. | Júl. | Aug. | Szep. | Okt. | Nov. | Dec. | Év   |
| ----------------------------- | ---- | ---- | ---- | ---- | ---- | ---- | ---- | ---- | ----- | ---- | ---- | ---- | ---- |
| Átlagos max. hőmérséklet (°C) | 8,9  | 10,5 | 14,6 | 19,8 | 24,1 | 28,6 | 30,8 | 29,5 | 26,3  | 21,2 | 16,2 | 11,2 | 20,2 |
| Átlagos min. hőmérséklet (°C) | 0,4  | 1,3  | 4,7  | 9,4  | 14,4 | 19,5 | 22,2 | 21,5 | 18,5  | 12,2 | 7,0  | 2,3  | 11,2 |
| Átl. csapadékmennyiség (mm)   | 86   | 79   | 94   | 87   | 87   | 108  | 131  | 140  | 121   | 87   | 80   | 83   | 1182 |
| Havi napsütéses órák száma    | 172  | 175  | 229  | 253  | 272  | 280  | 278  | 260  | 231   | 208  | 176  | 160  | 2695 |
| Forrás: NOAA                  |      |      |      |      |      |      |      |      |       |      |      |      |      |

## Népessége
| Lakosok száma | 437 994 | 442 826 | 445 378 | 448 479 | 452 745 | 459 470 |
|               | 2010    | 2011    | 2012    | 2013    | 2015    | 2020    |

## Nevezetes szülöttei
- J. Evan Bonifant, színész
- Craig Brewer, filmrendező
- Andre Cason, atléta
- Gabrielle Douglas, tornász
- John Fox, focista és edző
- Jason George, színész
- Percy Harvin, focista
- Karen Parshall,
- Pharrell Williams, zenei producer

## Fordítás
- Ez a szócikk részben vagy egészben  a   Virginia Beach című német Wikipédia-szócikk fordításán alapul.  Az eredeti cikk szerkesztőit annak laptörténete sorolja fel. Ez a jelzés csupán a megfogalmazás eredetét és a szerzői jogokat jelzi, nem szolgál a cikkben szereplő információk forrásmegjelöléseként.